# Marian Kukiel
Marian Włodzimierz Kukiel, poljski general in politik * 1885, † 1973.